# Oligoryzomys
Oligoryzomys é um gênero de roedores da família Cricetidae.

## Espécies
- Oligoryzomys andinus (Osgood, 1914)
- Oligoryzomys arenalis (Thomas, 1913)
- Oligoryzomys brendae Massoia, 1998
- Oligoryzomys chacoensis (Myers & Carleton, 1981)
- Oligoryzomys delticola (Thomas, 1917)
- Oligoryzomys destructor (Tschudi, 1844)
- Oligoryzomys eliurus (Wagner, 1845)
- Oligoryzomys flavescens (Waterhouse, 1837)
- Oligoryzomys fornesi (Massoia, 1973)
- Oligoryzomys fulvescens (Saussure, 1860)
- Oligoryzomys griseolus (Osgood, 1912)
- Oligoryzomys longicaudatus (Bennett, 1832)
- Oligoryzomys magellanicus (Bennett, 1836)
- Oligoryzomys microtis (J. A. Allen, 1916)
- Oligoryzomys moojeni Weksler & Bonvicino, 2005
- Oligoryzomys nigripes (Olfers, 1818)
- Oligoryzomys rupestris Weksler & Bonvicino, 2005
- Oligoryzomys stramineus Bonvicino & Weksler, 1998
- Oligoryzomys vegetus (Bangs, 1902)
- Oligoryzomys victus (Thomas, 1898)